# وينر الطبية
وينر الطبية (احروف صينية مبسطة: 稳健医疗؛ الصينية التقليدية: 穩健醫療 ;بالإنجليزية: Winner Medical)، اختصار لشركة وينر الطبية المحدودة، الشركة المصنعة الصينية للمنتجات الطبية تم تأسيسها من قبل لي جيان تشيوان في عام 1991 ومقرها في شنتشن. تم إدراجها سابقا عدة مرات في العديد من البورصات الأمريكية تحت اسم مجموعة وينر الطبية المحدودة، وهي تركز على إنتاج مستلزمات الرعاية الصحية، وخاصة ضمادات العناية للجروح و منتجات الحماية من العدوى، وكذلك تتخصص في تصنيع الكمامات وبدلات الواقية. بإضافة إلى ذلك، فإنها تصنع أيضا المنتجات المتعلقة بالرضيع. تضم الشركة 3 العلامات التجارية "Winner" و "PurCotton" و "PureH2B".
تم طرح الشركة أسهمها للاكتتاب العام بالتتابع في OTCBB، ِ AMEX و  NASDAQ خلال عام 2005-2010، أقرت عرضا للاستحواذ على الأسهم التي يمتلكها مستثمرين أخرون مقابل 109.7 مليون دولار في يولين 2019، وفي ديسمبر، تم إسقاطها من قائمة الشركات المسجلة لدي البورصة بعد أن تم الاستحواذ عليها من قبل وينر القابضة المحدودة. بعد جمع 543.5 مليون دولار من خلال الاكتتاب العام، هبطت في SZSE في  سبتمبر 2020 تحت رمز "300888"، مع امتلاك لي جيان تشيوان 68% من أسهمها.

## تاريخ
طورت وينر الطبية تقنية الأقمشة غير المنسوجة المصنوعة من القطن الكامل في عام 2005. في عام 2014، تم تمويلها فقط من قبل شركة Sequoia China، التي استحوذت على حولي 8.09% من أسهم الشركة السابقة بعد الاكتتاب العام. في يونيو 2018، تم تمويلها من قبل مجموعة شنتشن للاستثمار.
قامت وينر الطبية بتشغيل خطوط الإنتاج للكمامات الخاصة بها طوال عطلة رأس السنة القمرية 2019، حيث أنتجت 109 مليون كمامة و 11.5 مليون جهاز الواقية خلال الأسابيع الخمسة حتى 26 يناير 2020.
في مايو 2020، وقعت DHSC في المملكة المتحدة عقدا بقيمة 91 جنية إسترليني مع وينر الطبية لشراء أجهزة الواقية الشخصية. في نفس العام، أنشأت مقرها الثاني في مقاطعة هوبي حيث تعد أيضا قاعدة الإنتاج الرئيسية للشركة.